# Milorad Jovanović (Sänger)
Milorad Jovanović (serbokroatisch-kyrillisch милорад Јовановић, auch bekannt unter Mile Yovanovitch; * 12. Mai 1897, Velika Plana, Königreich Serbien; † 20. Mai 1966, London) war ein jugoslawischer Opernsänger (Bassbariton) und Professor an der Musikakademie von Belgrad.

## Leben
Jovanović war von 1921 bis 1927 am Nationaltheater Belgrad und danach bis 1930 am Brüsseler Opernhaus La Monnaie tätig. In Brüssel beteiligte er sich an den Uraufführungen der Opern Der Spieler von Sergei Sergejewitsch Prokofjew, in der Rolle des Generals, sowie in der Rolle des Tiresias in Antigone von Arthur Honegger. 1931 kehrte er an die Oper in Belgrad zurück, wo er bis 1941 blieb. Innerhalb dieses Zeitraums lehrte er auch mehrere Jahre an der Musikakademie von Belgrad.